# Gutierre-Muñoz
Gutierre-Muñoz là một đô thị trong tỉnh Ávila, Castile và León, Tây Ban Nha. Theo điều tra dân số 2004 (INE), đô thị này có dân số là 123.